# Sædden Sogn
Sædden Sogn er et sogn i Skads Provsti (Ribe Stift).
I 1978 blev Sædden Kirke opført, og Sædden Sogn blev udskilt fra Guldager Sogn, som havde hørt til Skast Herred i Ribe Amt. Guldager sognekommune var ved kommunalreformen i 1970 indlemmet i Esbjerg Kommune.
I sognet findes følgende autoriserede stednavne:
- Femhøje (areal)
- Fovrfeld (bebyggelse, ejerlav)
- Sædding (bebyggelse, ejerlav)
- Sædding Nord (bebyggelse, ejerlav)
- Sædding Strand (bebyggelse)